# Les Collades de Dalt
Les Collades de Dalt és una partida rural del terme municipal de Conca de Dalt, al Pallars Jussà, dins de l'antic terme d'Hortoneda de la Conca), en l'àmbit de l'antic poble d'Herba-savina.
És al vessant nord-oriental del Montagut, i en el nord-occidental del Gallinova. A part de les collades de Dalt, que donen nom al lloc, hi ha també a la mateixa partida el portell de Davall. Travessa aquesta partida 
Hi passa la pista del Portell, que enllaça Abella de la Conca amb la vall de Carreu a través de Cal Borrell i el Portell de Gassó.
Al sud-oest de les Collades de Dalt, en el camí de Sant Corneli, hi ha les Collades de Baix, i al seu nord, entre les Collades de Dalt i el riu de Carreu, la partida d'Estobencs.
Aquesta partida abraça 12,4323 hectàrees de pinedes i pastures, amb zones de bosquina.